# Альварадо, Эвер
Эвер Гонсало Альварадо Сандоваль (исп. Ever Gonzalo Alvarado Sandoval; род. 30 января 1992, Эль-Негрито, Йоро) — гондурасский футболист, защитник клуба «Олимпия» и сборной Гондураса.

## Клубная карьера
Альварадо — воспитанник клуба «Олимпия» из Тегусигальпы, но профессиональную карьеру в 2011 году он начал в «Реал Эспанья», дебютировав за команду в чемпионате Гондураса. 1 сентября в поединке против «Марафона» Эвер забил свой первый гол за «Реал Эспанья». В 2013 году он помог команде выиграть чемпионат. В 2014 году Альварадо вернулся в «Олимпию». 8 сентября в матче против «Платенсе» он дебютировал за основной состав. 16 апреля 2015 года в поединке против «Гондурас Прогресо» Эвер забил свой первый гол за «Олимпию». В составе клуба он дважды выиграл чемпионат и завоевал Кубок Гондураса.
Летом 2016 года Альварадо перешёл в американский «Спортинг Канзас-Сити». 28 августа в матче против «Филадельфии Юнион» он дебютировал в MLS. Для получения игровой практики Эвер привлекался к играм за фарм-клуб «Спортинга» «Своуп Парк Рейнджерс», выступающий в USL.
В начале 2017 года Альварадо вернулся в «Олимпию».

## Международная карьера
В 2009 году в составе юношеской сборной Гондураса Альварадо принял участие в юношеский чемпионат мира в Нигерии. На турнире он сыграл в матчах против команд Аргентины, Нигерии и Германии.
В 2011 году в составе молодёжной сборной Гондураса Альварадо принял участие в молодёжном чемпионате КОНКАКАФ в Гватемале. На турнире он сыграл в матчах против команд Ямайки, Гватемалы и Панамы. В поединке против ямайцев Эвер забил гол.
14 октября 2015 года в товарищеском матче против сборной ЮАР Альварадо дебютировал за сборную Гондураса. 28 января 2016 года в поединке против сборной Никарагуа он забил свой первый гол за национальную команду.
В начале 2017 года Эвер стал победителем Центральноамериканского кубка. На турнире он сыграл в матчах против сборных Никарагуа, Панамы и Коста-Рики. В том же году в составе сборной Альварадо принял участие в розыгрыше Золотого кубка КОНКАКАФ. На турнире он сыграл в матче против команд Коста-Рики, Французской Гвианы и Мексики.
В 2019 году Альварадо был включён в состав сборной Гондураса на Золотой кубок КОНКАКАФ.

### Голы за сборную Гондураса
| #   | Дата           | Место                              | Противник | Счёт | Результат | Соревнование      |
| --- | -------------- | ---------------------------------- | --------- | ---- | --------- | ----------------- |
| 01. | 27 января 2016 | Деннис Мартинес, Манагуа, Гондурас | Никарагуа | 1:2  | 1:3       | Товарищеский матч |

## Достижения
Командные
«Реал Эспанья»
- Чемпионат Гондураса — Апертура 2013

«Олимпия»
- Чемпионат Гондураса — Клаусура 2015
- Чемпионат Гондураса — Клаусура 2016
- Обладатель Кубка Гондураса — 2015

Международные
Гондурас
- Центральноамериканский кубок — 2017